# Manduca fosteri
Manduca fosteri, là một loài bướm đêm thuộc họ Sphingidae. M. fosteri, gặp ở Paraguay.